# Rosario Barroso Moguel
Rosario Barroso Moguel (Zimatlán de Álvarez, Oaxaca; 5 de octubre de 1921-Ciudad de México, 21 de enero de 2006) fue una médica y patóloga mexicana. Fue la primera mujer mexicana que ingresó en la Academia Nacional de Medicina de México en 1957.

## Biografía
Nació en Oaxaca y fue la penúltima hija de sus padres Rosario Moguel Rincón y Carlos Barroso, en una familia numerosa formada por trece hermanos y hermanas. Por motivos de trabajo de su padre, la familia se mudó a la capital mexicana.
Tras sus estudios secundarios decidió estudiar medicina, pero sus padres se opusieron. Sin embargo, su hermano Carlos, quien estudiaba ya medicina, la apoyó tanto en sus estudios como económicamente. A los 18 años se matriculó en la llamada entonces extensión universitaria, en la Escuela Nacional de Medicina.
Tuvo que ponerse a trabajar enseguida porque falleció su hermano y no tenía ingresos para seguir estudiando. 
Cursó anatomía patológica en 1941, estando en el tercer año de la carrera siendo su profesor Isaac Costero y casi inmediatamente empezó a ir a su laboratorio. También se presentó como profesora de prácticas en la Universidad Nacionesl Autónoma de México (UNAM). 
Entre 1943-1944 ejerció como practicante adjunta en el Hospital General, donde también trabajó como técnica de rayos X en fisioterapia en el Pabellón 16.

## Trayectoria
Se inició temprano en la medicina experimental y pronto consiguió un trabajo en el servicio de histopatología del laboratorio de estudios médicos y biológicos donde trabajó hasta 1944.
Las autoridades de la Escuela le informaron que estaba exenta de realizar el servicio social y le autorizaron a presentarse al examen profesional. Fue en 1945, el  6 y 7 de julio, cuando defendió su tesis Estructura histológica del endocardio valvular, que le valió una mención honorífica. Ese mismo año fundó el Departamento de Anatomía Patológica en el Hospital de Enfermedades de la Nutrición.
Realizó la prueba práctica en el Hospital de Cardiología. Se tituló como médico cirujano el 26 de abril de 1946 y se registró como tal ante la Secretaría de Salubridad y Asistencia el 31 de agosto de 1948.
De 1948 a 1950 realizó una estancia en el Pathology Department del Columbia Medical Center de Nueva York, con el doctor Purdy Scout y siguió entrenándose con diversas personalidades médicas expertas en patología en varias ciudades de Estados Unidos. En esa época el peso mexicano se devaluó y su salario como profesora universitaria no era suficiente para vivir. Rosario Barroso era buena dibujante y consiguió empleo como diseñadora de estampado de telas, inspirándose en los tejidos nerviosos que conocía.
En 1957 fue aceptada en la Academia Nacional de México (fundada en 1864), siendo la primera mujer en conseguirlo, con su trabajo de ingreso Patología de la fiebre reumática tratada por corticosteroides, siendo el doctor Tomás Perrin quien hizo el comentario y Bernardo Sepúlveda el director de la Academia.
Posteriormente, estudió la maestría en ciencias médicas con especialidad en anatomía patológica, titulándose con la tesis Bases morfológicas en la elaboración de enteramina (serotonina) y de catecolaminas (epinefrina y norepinefrina) el 30 de noviembre de 1962, su jurado estuvo integrado por los doctores Isaac Costero, Tomás Perrín, Manuel Martínez Báez, Pedro Serrano y Edmundo Rojas Natera. Posteriormente, se doctoró en la especialidad en anatomía patológica y obtuvo el grado el 26 de agosto de 1968. Ambas titulaciones las obtuvo en la UNAM, siendo una de las primeras mujeres en lograr posgrados en esta universidad y en un momento en el que solamente había siete doctores en ciencias en todo México.
En la UNAM desempeñó diversos cargos: profesora de anatomía patológica en la Facultad de Medicina (1947-1969), profesora asociada de anatomía patológica en la División de Medicina de la Escuela de Graduados (1948-1972), profesora titular de histología (1965-1970), profesora titular en el curso de patólogos (1960-1965) y profesora titular de histopatología general en el curso para profesores en anatomía patológica (1965-1968); además de ser miembro del Consejo Técnico de la Facultad de Medicina en el periodo 1958-1963. Profesora titular de anatomía patológica en la Maestría en la Facultad de Ciencias.
Se retiró de la UNAM en 1974 siendo profesora titular de patología. Ese año, junto con Isaac Costero fundaron el laboratorio de neurobiología celular en el Instituto Nacional de Neurología y Neurocirugía, donde fue investigadora hasta su muerte. Sus principales aportaciones científicas están en torno a los tumores cerebrales y posteriormente al estudio de las alteraciones celulares producidas por los inhalantes. Especialmente realizó descubrimientos sobre la inhalación del tíner y sus efectos.
Publicó numerosos trabajos, cerca de 200 artículos en revistas internacionales y nacionales, escribió cinco libros y una docena de capítulos en otros. Dirigió varias tesis doctorales y participó activamente en conferencias de eventos científicos por todo el mundo. Realizó veintiocho películas sobre cultivo de tejidos conjuntivo, miocárdico y nervioso, en colaboración con Isaac Costero, Charles M. Pomerat y Agustín Chévez. Además, fundó y perteneció a múltiples asociaciones científicas nacionales e internacionales.

## Legado y reconocimientos
El Instituto Nacional de Neurología y Neurocirugía Manuel Velasco Suárez (INNN) de México, fundó el Museo Rosario Barroso Moguel, como homenaje y reconocimiento a su papel como científica en su país.
La Academia Mexicana de Ciencias la incluyó en su tabla periódica de las científicas junto a científicas mexicanas destacadas, dentro de sus actividades de divulgación.
El Congreso de la Academia Nacional de Medicina de México en 2010 llevó el nombre de la Doctora Rosario Barroso Moguel y en 2019 se creó un premio también con su nombre.
Fue reconocida como Mujer del año en 1988 por la Fundación Mujer del Año, A.C.
En 1964 recibió dos medallas de oro en 1964, una por ser miembro fundadora del Instituto Nacional de Cardiología y otra por el Centenario de la Academia Nacional de Medicina.